# Uniwersytet Lizboński (1911–2013)
Uniwersytet Lizboński (port. Universidade de Lisboa, UL) – portugalska uczelnia zlokalizowana w Lizbonie, funkcjonująca w latach 1911–2013.

## Historia
Pierwszy uniwersytet w Lizbonie założono w 1290 roku, jednak zmienił on później siedzibę i w 1537 przeniósł się do Coimbry. Do XIX wieku Uniwersytet w Coimbrze był jedyną portugalską instytucją akademicką. W XIX wieku w Lizbonie zaczęły powstawać szkoły wyższe: medyczna (Escola Médico-Cirúrgica de Lisboa założona w 1836 roku), farmaceutyczna (Escola de Farmácia 1836), techniczna (Escola Politécnica 1837) oraz literaturoznawcza (Curso Superior de Letras 1859).
Dekretem z dnia 22 marca 1911 te cztery instytucje zostały połączone, tworząc pierwsze wydziały Uniwersytetu: Wydział Nauk Przyrodniczych (Faculdade de Ciências), Wydział Medyczny (Faculdade de Medicina) i Wydział Literaturoznawstwa (Faculdade de Letras) oraz Szkołę Farmaceutyczną (Escola de Farmácia przekształcona w Wydział w 1920 roku). W 1913 roku do uczelni dołączono Wydział Prawa (Faculdade de Direito), w 1980 Psychologii i Pedagogiki (Faculdade de Psicologia e de Ciências da Educação), a w 1991 Wydział Stomatologii (Faculdade de Medicina Dentária) oraz Wydział Sztuk Pięknych (Faculdade de Belas-Artes).
W 1949 roku Egas Moniz, profesor neurologii na Wydziale Medycznym otrzymał Nagrodę Nobla w dziedzinie fizjologii lub medycyny.
W 2013 roku Uniwersytet Lizboński (UL) został połączony z Politechniką Lizbońską (Universidade Técnica de Lisboa), tworząc nowy Uniwersytet Lizboński (ULisboa).